# Hallingskarvet nationalpark
 Hallingskarvet nationalpark er en norsk nationalpark som ligger i et sydnorsk højfjeldsområde i Hallingskarvet i Viken, Vestland fylker. Parken blev oprettet 22. december 2006, for at «bevare et stort, bemærkelsesværdigt og nærmest urørt fjeldområde så landskabet og den biologiske mangfoldighed med økosystem, arter og bestande, bl.a. vildren, bliver bevaret. Beskyttelsen skal sikre et karakteristisk landskabselement som er vigtig for forståelsen af den geologiske historie.»  og den dækker et område på 450 km2.
Nationalparken ligger i Hol (Buskerud), Ulvik (Hordaland) og Aurland (Sogn og Fjordane) kommuner; og den grænser op til Skaupsjøen/Hardangerjøkulen landskapsvernområde og Finse biotopvernområde.

## Geografi, landskab, geologi
Nationalparken omfatter selve højfjeldsplateauet Hallingskarvet, som er en del af den kaledonske bjergkæde; og landskabet omkring plateauet, med flere værdifulde flodsystemer. Navneleddet skarv betyderr «nøgent fjeld», og selve plateauet består af prekambriske dybbjergarter (plutoniske bjergarter), som er skubbet op og ligger på et lag af sedimentære bjergarter.
Den højeste top er Folarskardnuten (1.933 moh). Flakavatnet (1453 moh.) er Norges højest beliggende sø.
Bergensbanen og riksvei 7 går syd for nationalparken. Europavej 50 går langs Strandavatnet på nordsiden.

## Flora og fauna
Området omkring Finse er botanisk rigt, og godt kortlagt, med over 300 arter . Iøjnefaldende arter er Almindelig Rypelyng og harerug.
Hallingskarvet havde oprindelig fælles vildrenstamme med Hardangervidda, men Bergensbanen har adskilt flokkene. Jærv lever nord for nationalparken, og polarræv lever i nationalparkområdet. Ellers findes der elg, hjort, rev og hare.
Flere store rovfuglarter trives i området: kongeørn, jagtfalk, tårnfalk og fjeldvåge. Ravnen ses også.

## Kulturminder
Fjeldet har flere spor efter fangstanlæg og anden forhistorisk og middelaldersk brug af fjeldet. Fra 1600- til 1800-tallet var der sommerfærdsel over fjeldet med heste og kreaturer for handel. Enkle overnatningssteder – lægre – i tilknytning til denne trafik kan fortsat observeres.
Den tørmurede stenhytte Lordehytta i Folarskardet er bygget i 1880 af den engelske lord Garvagh som jagtede rensdyr i området. Filosoffen Arne Næss' hytte Tvergastein og Næss' klatreopplevelser i fjeldet er beskrevet i hans bog derfra.

## Forvaltning og brug af området
Den norske turistforening har hytterne Finsehytta og Geiterygghytta på hhv. syd- og nordsiden af skarvets vestende. Private overnatningsmuligheder omfatter blandt andet Raggsteindalen og Haugastøl. Der er mærkede stier mellem disse hytter, og området er et populært område for skiturisme.
Det store skiløb Skarverennet fra Finse til Ustaoset går gennem nationalparken.

## Eksterne kilder og henvisninger
Litteratur
- Arne Næss. Det gode lange livs far : Hallingskarvet sett fra Tvergastein. Damm, 1995. ISBN 82-517-7977-4
- Leif Ryvarden. Norges nasjonalparker. Damm, 2005. 82-04-09324-1

Referencer
1. ↑  regjeringen.no: Pressemelding: Hallingskarvet nationalpark oprettet
2. ↑  Lovdata.no: Verneforskriften
3. ↑  Det meste af parken ligger i Hol, og kun en lille del ligger i Aurland
4. ↑  over 400 arter i følge Ryvarden

- Informationsside om Hallingskarvet nationalpark Arkiveret 6. august 2011 hos  Wayback Machine hos Direktoratet for naturforvaltning.
- Hallingskarvet nationalpark – informationsside på Fylkesmannen i Buskeruds hjemmeside

60°36′N 7°44′Ø / 60.600°N 7.733°Ø